# 齋藤太朗
齋藤 太朗（さいとう たかお、1936年 - ）は、日本のテレビプロデューサー、テレビディレクター。東京都出身。
日本テレビエグゼクティブディレクター、日本テレビエンタープライズ（後の日テレイベンツ）専務取締役などを歴任し、日テレイベンツが運営する日テレ学院で映像クリエイタークラスの講師を務める。
成蹊高等学校、成蹊大学政治経済学部卒業。
愛称はギニョさん。

## 来歴・人物
1958年、大学を卒業後日本テレビに入社。大学在学中から同局でアルバイトしており、そのまま居ついた格好になったという。以後音楽・バラエティ番組を中心にディレクターとして数多くの番組を手がけたほか、『カリキュラマシーン』では番組のカリキュラムの説明などを行う「ギニョさん」としてテレビ出演も果たしている。
愛称「ギニョさん」の由来は、まだ齋藤が若手の頃にADとして働いている様子を見た藤村有弘が、「まるでギニョール人形みたいだ」と言ったことから名づけられたという。
萩本欽一は、「信頼の置けるテレビ関係者は、ギニョとお常さん（常田久仁子）の二人だけ」と語るなど、タレントからの信頼は非常に厚かった。萩本曰く、常田が「いろんなことを言った中から、それをさばいて夢を実現させてくれる人」なのに対し、齋藤は「たったひと言で夢が実現して、きちっとしたテレビができあがる」人とのこと。
また学生時代から趣味としてジャズを嗜むことから（一時は音楽家を目指したものの、父親の強い反対から断念したとのこと）、同じ成蹊高等学校の先輩であるすぎやまこういちとは古い友人である。

## 主な担当番組
- シャボン玉ホリデー
- 九ちゃん! → イチ・ニのキュー!
- 巨泉×前武ゲバゲバ90分!
- カリキュラマシーン
- コント55号のなんでそうなるの?
- 欽ちゃんドラマ・Oh!階段家族!!
- 欽ちゃんの仮装大賞
- ズームイン!!朝!
- 午後は○○おもいッきりテレビ（〜2001年までは総合演出 → 2001年〜2003年までは企画・監修）

## 著書
- 『ディレクターにズームイン!!』（日本テレビ）
- 『親子で歌いつごう　日本の歌』（KOSS2011）